# عبد الله مروح
عبد الله مروح (19 مايو 1978 -) هو صحفي ومعلق رياضي ومقدم ومعد برامج سوري.

## حياته ونشأته
مواليد حلب في 19 مايو 1978، يحمل إجازة في علوم اللغة العربية وآدابها من جامعة حلب. ويحمل دبلوماً في  التربية الرياضية من حلب.

## مسيرته[3]
- عمل محرراً وكاتباً ومراسلاً صحفياً في العديد من الصحف السورية ، وكذلك مقدماً ومعداً للبرامج الرياضية ومعلقاً رياضياً في عدد من الإذاعات السورية ، وكذلك عمل مدرساً للتربية  التربية الرياضية في مدارس حلب.

- لعب كرة اليد في نادي الاتحاد الرياضي  في حلب ومثله في الكثير من البطولات ولعب في منتخب جامعة حلب . مارس تحكيم كرة القدم في مدينة حلب كما نال العديد من شهادات التحيكم في كرة السلة والطاولة وشارك في تحكيم البطولة العربية لألعاب القوى للشباب في دمشق عام 2001.
- بدأ العمل الإعلامي منذ بداية انتشار الإعلام الخاص في سورية وانطلق مع صحيفة الرياضة السورية ثم اتجه نحو الاحتراف في صحيفة السنابل حتى وصل إلى أمين تحرير الصحيفة عام 2006 وعمل في العديد من الصحف السورية منها صحيفة الوطن السورية - صحيفة تشرين السورية.
- دخل بوابة الإذاعة في إذاعة سورية الغد عبر برنامج سمعني فوتبول مع الإعلامي الراحل الدكتور مروان عرفات عبر التعليق على مباريات الدوري السوري واستمر معه حتى توقف البرنامج بسبب انتهاء حقوق شراء الدوري.
- انتقل للعمل مع إذاعة شهبا إف إم كمعد ومقدم لبرنامج شهبا رياضة  وعمل رئيساً لتحرير موقع نادي الاتحاد الرياضي لفترة طويلة بدأت في إدارة المهندس باسل حموي رئيس نادي الاتحاد الرياضي عام 2008،  ثم إدارة اللاعب الدولي محمد عفش واستمر حتى عام 2011.
- يكتب في صحيفة الجماهير.